# شمشیر و جادوگر
شمشیر و جادوگر (به انگلیسی: The Sword and the Sorcerer) یک فیلم فانتزی آمریکایی محصول سال ۱۹۸۲ به کارگردانی آلبرت پنون است.

## داستان
داستان در مورد یک مزدور با شمشیر سه تیغه است که میراث سلطنتی خود را دوباره کشف می‌کند هنگامی که برای کمک به یک شاهزاده خانم در مقابل یک ستمگر وحشی و جادوگر قدرتمند، در تسخیر سرزمین به کار گرفته می‌شود.

## بازیگران
- لی هورسلی ... شاهزاده طلون
- کتلین بلر ... شاهزاده النا[۳]
- سایمن مک‌کورکیندل ... شاهزاده مایک
- جورج مهاریس ... مکلی، معاون کرومول جنگ
- ریچارد لینچ ... تیتوس کرمول
- ریچارد مول
- آنتونی د لونیز ... رودریگو
- رابرت تسیر ... وردگو
- نینا ون پالندت ... مالیا
- آنا بیورن ... الیزابت، فاحشه
- کریستینا نیگا ... جوانی الیزابت
- جف کوری
- رب براون ... فیلیپ